# 5731 زيوس
5731 زيوس /ˈzjuːs/ كويكب من سلسلة أبولو وجسم قريب من الأرض ، تم اكتشافه في 4 نوفمبر 1988 بواسطة كارولين شوميكر من مرصد بالومار . بناءً على سطوعه المرصود والانعكاس المفترض، يُقدر أن قطره يتراوح بين 2.1 - 4.7 كم.  تم تسميته على اسم إله الرعد والسماء اليوناني، زيوس.

## روابط خارجية
- قالب:NeoDys
- قالب:ESA-SSA
- 5731 زيوس في قاعدة بيانات مختبر الدفع النفاث لأجرام النظام الشمسي الصغيرة

- الاكتشاف · مخطط المدار ·  العناصر المدارية · المعلمات المادية